# Raymond Maffiolo
Raymond Maffiolo (Genf, 1938. március 6. – 2024. november 28.) válogatott svájci labdarúgó, hátvéd.

## Pályafutása

### Klubcsapatban
1955 és 1970 között a Servette labdarúgója volt, ahol két svájci bajnoki címet szerzett.

### A válogatottban
1963 és 1965 között hét alkalommal szerepelt a svájci válogatottban.

## Sikerei, díjai
Servette
- Svájci bajnokság
  - bajnok (2): 1960–61, 1961–62

## Statisztika

### Mérkőzései a svájci válogatottban
| Svájc | Svájc              | Svájc                    | Svájc         | Svájc    | Svájc        | Svájc        | Svájc | Svájc   |
| #     | Dátum              | Helyszín                 | Hazai         | Eredmény | Vendég       | Kiírás       | Gólok | Esemény |
| ----- | ------------------ | ------------------------ | ------------- | -------- | ------------ | ------------ | ----- | ------- |
| 1.    | 1963. november 3.  | Zürich, Letzigrund       | Svájc         | 0 – 2    | Norvégia     | barátságos   | -     |         |
| 2.    | 1963. november 11. | Párizs, Parc des Princes | Franciaország | 2 – 2    | Svájc        | barátságos   | -     |         |
| 3.    | 1964. április 15.  | Genf, Charmilles stadion | Svájc         | 2 – 0    | Belgium      | barátságos   | -     |         |
| 4.    | 1964. április 29.  | Zürich, Hardturm stadion | Svájc         | 2 – 3    | Portugália   | barátságos   | -     |         |
| 5.    | 1964. július 1.    | Bergen, Brann Stadion    | Norvégia      | 3 – 2    | Svájc        | barátságos   | -     |         |
| 6.    | 1964. október 4.   | Bern, Wankdorf-stadion   | Svájc         | 0 – 2    | Magyarország | barátságos   | -     |         |
| 7.    | 1965. május 2.     | Genf, Charmilles stadion | Svájc         | 1 – 0    | Albánia      | vb-selejtező | -     |         |
|       | Összesen           |                          |               | 7        | mérkőzés     |              | 0     | gól     |